# قصة مصرية جدا
قصة مصرية جداً. مجموعة قصص للكاتب يوسف إدريس.

## تعريف
صدرت مجموعة قصة مصرية جداً، بعد سبعة عشر عاماً من رحيل يوسف إدريس، عن الهيئة العامة لقصور الثقافة في القاهرة سنة 2008، إعداد وتقديم الناقدة عبير سلامة وتصدير نسمة يوسف إدريس ابنة الأديب الراحل.
كتب يوسف إدريس قصص هذه المجموعة في أواخر الخمسينات ونشرها في صحف ومجلات مختلفة أثناء حياته، «وتبدو في هذه القصص رؤية يوسف إدريس الخاصة في كتابة القصة وتأثير التجارب الواقعية فيها مما يشكل لديه عالماً معروفاً وذاتياً ينطلق من خلاله لتشريح هذا الواقع، كما أنه ينحاز بشدة للبسطاء والفقراء حتى أن شخوص هذه القصص لم تختلف كثيراً عن شخوص بقية أعماله التي يتغلب عليها الفقر والقهر ورغم ذلك فهي متشبثة بالحياة وتبدأ حياتها من جديد بعد كل إخفاق».

## قصص مجهولة
تضم مجموعة قصة مصرية جدا تسع قصص مجهولة من قصص يوسف إدريس الذي أشار أحيانا إلى "نسيانه قصصا كتبها، وتذكره لها بالعثور عليها مصادفة أو لأن صديقا ذكره بها، وأرجح الظن أنه كان يتذكر هذه القصص، لكن بصورة غير دقيقة، تكاد تشبه النسيان، ولعله توهم قيامه بتغييرها وإعادة نشرها، كما فعل مع غيرها، وخشى أن يظهر من أسرار كتابته ما كان حريصا على إخفائه، وربما احتفظ بها رصيدا لأيام تالية ينشرها باعتبارها إنتاجا حديثا، كما فعل بقصتى: صح والبطل حين ضمهما لمجموعة (اقتلها) الصادرة سنة 1982، من دون الإشارة إلى أن الأولى نشرت في جريدة المساء عدد 6 أكتوبر 1956، والأخرى نشرت في مجموعة (البطل) سنة 1957، وهي المجموعة التي قام فيما بعد بتوزيع قصصها على المجموعات التالية.

## قصص المجموعة
- أنشودة الغرباء
- لعنة الجبل
- نهاية الطريق
- قط ضال
- القبور
- تلميذ طب
- مجرد يوم
- الكابوس

## وصلات خارجية
- يوسف إدريس مفقود في المكتبات... عليك بـ«نصوصه المنسيّة»
- قصة أنشودة الغرباء
- قصة لعنة الجبل
- قصة نهاية الطريق
- قصة قط ضال
- قصة القبور
- قصة تلميذ طب
- قصة مجرد يوم
- قصة الكابوس
- قصة مصرية جداً